# ميناء عين بربر
ميناء عين بربر، وهو الميناء الذي يخص بلدية سرايدي السياحية، الذي يوفر مناصب شغل إضافية للبطالين والشباب المستثمر في الصيد البحري. كما يساهم في مختلف الاستثمارات الأخرى التي استفاد منها القطاع خلال الأشهر الأخيرة، في رفع عدد وحدات أسطول الصيد البحري في الولاية من 380 وحدة صيد كانت متوفرة محليا خلال سنة 2013 إلى 450 وحدة صيد مستغلة في  السنة الجارية، حسبما أكدته مديرية الصيد البحري.

## عين بربر
هي منطقة جميلة تقع في بلدية سرايدي بولاية عنابة تلقب عند العنابيين ببيجو. تتميز بالعديد من المظاهر الطبيعية كالجبال.الشواطئ.الجزر و الشبه جزر.و هي تمتلك منجما كبيرا وميناء صغيرا. حيث تعد من أجمل وأكثر المناطق سياحا في الصيف للسباحة والاستجمام وللعب بالثلج في الشتاء كما تطل على خليج سرايدي الصخري الجميل

## وصلة خارجية
- عين بربر